# كين جاكسون (لاعب كرة قاعدة)
كين جاكسون (بالإنجليزية: Ken Jackson)‏ هو لاعب كرة قاعدة أمريكي، ولد في 21 أغسطس 1963 في شريفبورت في الولايات المتحدة.

## وصلات خارجية
- كين جاكسون على موقعبيزبول رفرنس.كوم (الدوري الرئيسي) (الإنجليزية)